# Ekaterina Aleksandrova
Ekaterina Evgen'evna Aleksandrova (in russo Екатерина Евгеньевна Александрова?; Čeljabinsk, 15 novembre 1994) è una tennista russa.

## Carriera

### 2012-2015: inizi del professionismo
Dopo la carriera juniores, la tennista ottiene un primo risultato nel circuito ITF nel 2012, quando raggiunge la semifinale del torneo di Braunschweig, perdendo dalla filippina Katharina Lehnert.
Il 2013 parte subito bene con la finale al torneo ITF di Kaarst, dove perde contro la tedesca Julia Kimmelmann. Il mese successivo, sconfiggendo in finale la svizzera Timea Bacsinszky, vince il suo primo titolo ITF a Kreuzlingen. In seguito, dopo aver perso in finale il torneo di Přerov contro l'ungherese Réka Luca Jani, vince i tornei ITF di Praga e di Vendryne, battendo in finale, rispettivamente la slovacca Lenka Juríková e la ceca Kateřina Vaňková.
Nel 2014, dopo aver ottenuto il titolo al torneo di Wiesbaden, partecipa alle qualificazioni del torneo WTA di Bad Gastein, perdendo subito al primo turno dalla canadese Gabriela Dabrowski. L'anno si chiude con la sconfitta in finale al torneo ITF di Minsk contro la croata Ana Vrljić.
Il 2015 segna l'ingresso della tennista nel circuito WTA; infatti dopo aver perso in finale sia al torneo di Přerov che a quello di Braunschweig, a novembre partecipa al torneo WTA 125K Series di Limoges, dove perde al primo turno contro la francese Caroline Garcia.

### 2016: Primo titolo WTA 125
Nel circuito ITF, nel 2016 vince il torneo a Trnava, sconfiggendo in finale la ceca Karolína Muchová. Raggiunge la finale a Győr e al torneo ITS Cup di Olomouc. Nel circuito WTA accede al secondo turno del torneo di Katowice, del torneo WTA 125K Series di Vallo della Brazza e del torneo di Québec. Inoltre partecipa al suo primo torneo Slam, a Wimbledon, dove, dopo essere passata dalle qualificazioni, raggiunge il secondo turno, battendo l'ex numero 1 Ana Ivanović, ma poi perde dalla tedesca Anna-Lena Friedsam. Nell'ultima parte dell'anno, dopo aver mancato la qualificazione allo US Open, vince il suo primo titolo WTA, al torneo WTA 125K Series di Limoges, sconfiggendo in finale la francese Garcia.

### 2017
L'anno si apre con le vittorie ai tornei ITF di Shenzhen e di Croissy-Beauborg. A maggio partecipa al Roland Garros, perdendo al secondo turno dalla testa di serie nr 2, Karolína Plíšková, mentre ad agosto, dopo essere passata dalle qualificazioni, raggiunge il secondo turno al torneo Premier 5 di Toronto. Dopo aver perso al secondo turno allo US Open contro la francese Garcia, chiude l'anno alla posizione nº 73.

### 2018-2019: prima finale International
Nel 2018, dopo aver perso la finale al torneo ITF di Budapest, raggiunge i quarti di finale al torneo di Seul, dove perde poi contro la tennista Hsieh Su-Wei ed approda alla finale del torneo di Linz, dove viene sconfitta dall'italiana Camila Giorgi. L'anno si conclude con la seconda vittoria al torneo WTA 125K Series di Limoges, dove sconfigge in finale la russa Evgenija Rodina.
Il 2019 si apre con la sconfitta al secondo turno al torneo di Shenzhen per mano della tennista bielorussa, testa di serie nr 1, Aryna Sabalenka. Dopo aver perso al primo turno agli Australian Open contro l'ucraina Lesja Curenko, raggiunge i quarti di finale al torneo di San Pietroburgo, dove perde ancora contro Sabalenka. A Budapest centra la prima semifinale dell'anno dove cede a Van Uytvanck al tie-break del terzo set (dopo non aver convertito 5 match-point). Ad Indian Wells ottiene un buon terzo turno, superando Rebecca Peterson e, soprattutto, Caroline Wozniacki (testa di serie numero 13) prima di perdere da Belinda Bencic. Dopo questo torneo, inanella 6 sconfitte consecutive all'esordio (vincendo appena 2 set in totale). Torna a vincere in quel di Norimberga, dove sconfigge Jana Čepelová prima di venir battuta nettamente dalla connazionale Kudermetova. Gioca al Roland Garros, dove ottiene una vittoria di valore su Samantha Stosur, finalista dell'edizione 2010. Si arrende al terzo turno sorprendentemente dalla qualificata spagnola Bolsova in 2 parziali. A 's-Hertogenbosch inaugura la stagione su erba; nei primi due turni elimina due tenniste belghe (Mertens, numero 21 del mondo, e Bonaventure) prima di cedere ai quarti alla futura campionessa, Alison Riske. Dopo essere uscita subito a Birmingham, disputa un ottimo torneo a Eastbourne dove coglie, per la seconda volta in stagione, i quarti di un torneo Premier, sconfiggendo Tomljanović, Bencic e Ostapenko; si arrende a Karolína Plíšková. A Wimbledon esce di scena subito per mano di un'altra ceca, Kateřina Siniaková. Nell'estate americana ottiene il miglior risultato a Toronto: supera le qualificazioni senza perdere un set e, nel tabellone principale, elimina Misaki Doi e Shuai Zhang. Perde al terzo turno dalla testa di serie numero 8, Serena Williams. Dopo un secondo turno allo US Open (dove viene sconfitta da Shuai Zhang), centra la seconda semifinale dell'anno in un torneo WTA in quel di Seul, da testa di serie numero 2, fermata da Magda Linette in due tie-break. Nella trasferta cinese coglie un terzo turno a Pechino dopo aver avuto la meglio di Simona Halep al turno precedente, centrando la prima vittoria su una top-five in carriera. Al turno successivo perde da Dar'ja Kasatkina in due set. Tornata in Europa, riesce a fare bene a Linz, dove raggiunge la semifinale, persa contro Ostapenko. A Mosca, premier di casa, raggiunge i quarti dove viene battuta da Karolína Muchová. Gioca l'ultimo torneo dell'anno a Limoges, WTA 125K, dove ottiene il titolo per la seconda volta in carriera sconfiggendo la connazionale Evgenija Rodina.
Chiude l'anno al numero 35 del mondo, suo best ranking.

### 2020: primo titolo International in carriera
Apre l'anno a Shenzhen, dove è accreditata della testa di serie numero 5. Qui riesce a cogliere la seconda finale International della carriera, dopo quella di Linz nel 2018. Nel torneo, batte Siniaková, Shuai Peng, rimonta Qiang Wang e si impone su Muguruza in semifinale prima di affrontare Elena Rybakina, sulla quale ha la meglio in due set conquistando il primo titolo International della carriera. Grazie a questo successo, entra per la prima volta in carriera in top-30, alla posizione numero 28. Partecipa all'Australian Open, dove è accreditata della testa di serie numero 25. Batte Jil Teichmann e Barbora Krejčíková prima di perdere da Petra Kvitová. Dà una mano alla sua Russia in Fed Cup, battendo le romene Bogdan e Ruse e facendo vincere alla sua nazione il turno di qualificazione. 
Gioca il Premier di San Pietroburgo, dove migliora il risultato colto qui nel 2019 raggiungendo la semifinale: sconfigge Kasatkina, batte Vekić (tds numero 7), approfitta del ritiro di Kvitová nei quarti e viene eliminata nel penultimo atto dalla futura vincitrice Kiki Bertens in tre set. Raggiunge il best ranking, piazzandosi al 26º posto nel ranking. A Doha soccombe al primo turno contro Amanda Anisimova in due parziali.
Ritorna in campo in agosto a Palermo, dopo la pausa forzata causata dalla pandemia mondiale COVID-19, arrivando al secondo turno. Dopo una sconfitta all'esordio a Praga, partecipa al Western & Southern Open (che si gioca straordinariamente a New York) dove sconfigge Rybakina in due set tirati per poi venir battuta da Mchale. Allo US Open è testa di serie numero 21: al primo turno si impone sulla wild card Kim Clijsters, mentre al secondo perde dalla Mcnally al tie-break del terzo set. Dopo due uscite premature a Roma e Strasburgo, gioca il Roland Garros: da testa di serie numero 27, che cede a Elina Svitolina.
A Ostrava viene subito estromessa da Kontaveit dopo un match serrato terminato al tie-break del terzo, mentre a Linz, dove gioca l'ultimo torneo dell'anno, raggiunge la semifinale da testa di serie numero 4, perdendo da Elise Mertens.

### 2021: prima finale in un WTA 500
Inizia l'anno giocando il WTA 500 di Abu Dhabi: raggiunge gli ottavi di finale dove ritrova Svitolina (testa di serie nº 2). In seguito, disputa il Gippsland Trophy di Melbourne, dove è testa di serie nº 9: dopo un bye all'esordio, supera Schmiedlová in tre set, poi Świątek e Halep ai quarti di finale. Quella contro la romena è la seconda vittoria in carriera su una top-5. In semifinale, si arrende a Kaia Kanepi. Agli Australian Open, dove è testa di serie nº 29, raggiunge il terzo turno con le vittorie su Trevisan e Krejčíková; nei sedicesimi, cede il passo ad Ashleigh Barty. Dopo due primi turni a Lione e Dubai, raggiunge i quarti a San Pietroburgo, dove perde da Margarita Gasparjan. A Miami, raggiunge per la prima volta il terzo turno, dove viene estromessa ancora da Svitolina. A Stoccarda, dà inizio alla parte di stagione su terra: elimina Muchova e Bencic, giungendo ai quarti di finale, dove Halep si vendica della sconfitta subita a Melbourne. A Madrid cede subito ad Azarenka mentre a Roma raggiunge gli ottavi, dove viene superata da Jessica Pegula in due parziali. A Strasburgo, da testa di serie nº 3, si spinge fino ai quarti di finale arrendendosi a Krejčíková (futura campionessa). Si presenta poi al Roland Garros: al primo turno, lascia quattro giochi a Venus Williams mentre, al secondo turno, perde nuovamente da Krejčíková in due set. 
Successivamente, prende parte al torneo di Berlino, dove avvia la sua stagione erbivora: arriva nei quarti di finale, battendo Kalinskaja e Svitolina prima di essere eliminata da Bencic al tie-break del terzo set. A Wimbledon delude le aspettative, cedendo a Osorio Serrano al secondo turno. A Tokyo, partecipa al torneo olimpico in singolare: al primo turno, rimonta un set di svantaggio alla belga Mertens mentre, al secondo, viene nettamente sconfitta da Nadia Podoroska. Successivamente, esce all'esordio a Cleveland e Cincinnati. Agli US Open perde a sorpresa da Rachimovaal secondo turno. A Lussemburgo, elimina Vögele prima di cedere alla futura campionessa Clara Tauson. Giunge in finale alla Kremlin Cup, dopo aver superato Jabeur, Kalinina e ai quarti la nº 2 del mondo Sabalenka, e aver approfittato del ritiro della greca Maria Sakkarī in semifinale. Accede alla sua prima finale in carriera in un WTA 500 (ex "Premier") dove viene rimontata dalla Kontaveit; chiude l'anno prendendo parte alla Billie Jean King Cup, dove perde il suo unico match disputato contro Burel nel tie con la Francia. Chiude la stagione a Linz, dove cede subito a Curenko in due set.

### 2022: semifinale nel '1000' di Madrid e altri due titoli WTA. Ingresso in top20
Inizia l'anno con una sconfitta all'esordio in Adelaide. A Sydney perde al secondo turno dalla nº 3 del mondo Muguruza. Agli Australian Open, viene eliminata subito da Bernarda Pera. A San Pietroburgo cede al secondo turno a Sakkarī, mentre a Indian Wells si arrende ad Halep sempre al secondo round, così come a Miami da Azaranka. A Charleston dà il via alla stagione su terra approfitta del ritiro dellaZheng e dopo aver battuto la nº 7 del mondo Karolína Plíšková, raggiunge il primo quarto di finale della stagione, dove s'impone su Magda Linette, avanzando alla sua decima semifinale WTA in carriera, dove cede il passo a Bencic, che poi vincerà il titolo. Dopo un secondo turno a Stoccarda (dove si arrende alla top-ten Kontaveit), partecipa al '1000' di Madrid, dove è costretta a passare dalle qualificazioni, nel tabellone principale, elimina al primo incontro la nº 10 del seeding Ostapenko e supera agli ottavi Marie Bouzková. Nei quarti, si impone su Amanda Anisimova, accedendo così alla sua prima semifinale in un torneo di tale caratura. Nella circostanza viene sconfitta dalla nº 10 del mondo Ons Jabeur in due set. Successivamente, a Roma e al Roland Garros, esce al secondo turno.
Sull'erba disputa il torneo di 's-Hertogenbosch: dopo un difficile primo turno contro Jastrems'ka, vince agevolmente i successivi match contro Kalinina, McNally e la connazionale Kudermetova, approdando alla sua prima finale in carriera su questa superficie, la quinta sul circuito maggiore, dove supera la nº 6 del mondo Sabalenka, vincendo il suo primo titolo WTA in due anni. Grazie al risultato, rientra in top-30. A Berlino esce al secondo turno contro Kasatkina.
Sul cemento americano, viene eliminata al secondo turno a Cincinnati, Cleveland e allo US Open. A settembre, a Seul, raggiunge la sesta finale WTA, la seconda del 2022: nella circostanza batte la prima testa di serie Jeļena Ostapenko, conquistando così il secondo titolo in terra asiatica.
Nel '500' di Ostrava, si impone su Azarenka e Kasatkina, approdando nei quarti, dove vince su Martincová in tre set. Nella sua quinta semifinale dell'anno, si arrende alla nº 1 del mondo Swiatek. Grazie all'ottimo risultato, la russa entra per la prima volta in carriera tra le prime 20 del mondo alla posizione 19, con cui chiuderà l'anno.

### 2023: top-20 e 4º titolo WTA
Dopo due uscite premature nei tornei di Adelaide, partecipa all'Australian Open raggiungendo il terzo turno contro Linette dello slam oceanico per la terza volta in carriera. A Doha e Indian Wells non va oltre il secondo turno. Il 20 febbraio, ritocca il suo best-ranking raggiungendo la 16ª posizione mondiale. A Miami elimina agli ottavi la top-10 Belinda Bencic, per poi approfittare del ritiro della canadese Andreescu, arrivando a giocare i quarti contro la futura campionessa Petra Kvitová.
Sulla terra, raggiunge i quarti a Charleston, dove Bencic vendica la sconfitta di Miami. Dopo un primo turno a Stoccarda, a Madrid si ferma agli ottavi contro la nº 1 del mondo Swiatek. A Roma esce all'esordio; al Roland Garros al terzo incontro contro la futura semifinalista del torneo, Beatriz Haddad Maia.
Sull'erba disputa il torneo di 's-Hertogenbosch, dove difende il titolo di campionessa: arriva in finale senza cedere un set e vince il derby contro Veronika Kudermetova in rimonta, ottenendo così il primo titolo stagionale e il quarto complessivo nel circuito maggiore. Riesce a far bene anche nel WTA 500 di Berlino, dove batte Samsonova e la top-10 Gauff, per poi approfittare del walkover di Kudermetova. Nella seconda semifinale del 2023, cede il passo a Kvitová in tre parziali.
Sul cemento americano, a seguito di un primo turno a Cincinnati, prende parte al torneo WTA 250 di Cleveland dove ottiene la seconda finale annuale dove viene superata da Sorribes Tormo. Allo US Open, raggiunge per la prima volta in carriera il terzo turno, sconfiggendo Leylah Fernandez e Lesja Curenko; nei sedicesimi, si arrende alla campionessa di Wimbledon, Markéta Vondroušová, in due set. A San Diego esce all'esordio contro Ostapenko. A Guadalajara si ferma negli ottavi, battuta dalla futura finalista Caroline Dolehide.
Nella trasferta asiatica, coglie i quarti a Tokyo ed esce al primo turno a Pechino. A Seul dove difendeva il titolo, viene eliminata al secondo turno da Yanina Wickmayer.
Termina l'anno al nº 21 del mondo.

### 2024: seconda semifinale '1000', prima vittoria in carriera su una n°1 del mondo ebest-ranking
Dopo una sconfitta all'esordio a Brisbane contro la nº 137 del mondo Riera, ad Adelaide si spinge fino alla semifinale, superando Linette, Kudermetova e la nº 3 del mondo Rybakina. Qui cede alla futura campionessa Ostapenko. Non figura bene all'Australian Open, dove viene subito estromessa da Laura Siegemund al tie-break del terzo set. A Linz, da seconda testa di serie, approda in semifinale, imponendosi su Niemeier e sulla detentrice del titolo Potapova. Dopo aver sconfitto Vekić, approda all'ottava finale WTA della carriera, la seconda di livello WTA 500. Nel match valevole per il titolo, viene sconfitta per la seconda volta nel 2024 da Ostapenko. A Doha si ferma al terzo turno contro la campionessa in carica Świątek. Dopo due uscite premature a Dubai e Indian Wells, la russa prende parte al torneo di Miami: dopo aver superato Vekić e la connazionale Pavljučenkova, agli ottavi si prende la rivincita su Świątek, collezionando la sua prima vittoria contro una n°1 del mondo. Nei quarti elimina in rimonta la n°5 del seeding Jessica Pegula, raggiungendo la seconda semifinale di livello WTA 1000 della carriera, dove viene battuta dalla futura campionessa Danielle Collins in due set. Grazie a questo risultato, il 1º aprile coglie il suo best-ranking al n°15 del mondo.
La terra è avara di soddisfazioni, in quanto raccoglie un secondo turno a Strasburgo ed esce all'esordio al Roland Garros.
Su erba, da testa di serie n°3 raggiunge la semifinale al WTA 250 di Rosmalen, dove viene battuta da Samsonova. Dopo gli ottavi raggiunti nei tornei tedeschi, non partecipa a Wimbledon per problemi di salute. Seguono due uscite all'esordio, segnalando una mancata ripresa della forma, alle Olimpiadi di Parigi e a Cincinnati. Giunge in semifinale a Monterrey, dove perde contro Lulu Sun.
All'US Open, dopo aver fermato la promessa del torneo, la sedicenne Jovic al secondo turno, viene sconfitta al terzo da Sabalenka, segnando il record per la partita iniziata più tardi, alle 00:08, della storia dello US Open.
Dopo due uscite premature a Seul e Pechino, figura bene a Wuhan: batte l'ex top-10 Kenin, la connazionale Kalinskaja e la qualificata Baptiste, raggiungendo i quarti '1000' per la seconda volta in stagione. Nel match valevole per la semifinale, si arrende alla padrona di casa Wang Xinyu al tie-break del terzo set, dopo non aver sfruttato due match-point.
Chiude il 2024 al n°28 del mondo.

### 2025: quinto titolo WTA
La trasferta oceanica non regala particolari soddisfazioni ad Aleksandrova, che esce al secondo turno a Brisbane e Adelaide e all'esordio all'Australian Open, battuta da Emma Raducanu. Va meglio al WTA 500 di Linz approdando in finale dopo aver battuto le qualificate Sasnovič e Martić e la n°1 del seeding, Muchová. Dopo due finali perse, al terzo tentativo la russa conquista il titolo nella città austriaca, sconfiggendo l'ucraina Jastrems'ka per 6-2, 3-6, 7-5. Per la russa è il quinto titolo WTA, il primo di livello 500. 
Conferma il buon periodo di forma a Doha dove, dopo essersi presa la rivincita su Raducanu, al secondo turno prevale sulla n°1 del mondo Sabalenka per 3-6, 6-3, 7-6(5), vincendo per la seconda volta in carriera su una giocatrice in vetta al ranking dopo Miami 2024. Batte poi Mertens agli ottavi e la n°6 del seeding Pegula nei quarti, arriva alla sua seconda semifinale del 2025, la terza a livello '1000' in carriera. Nella circostanza, si arrende ad Amanda Anisimova in due set.

## Statistiche WTA

### Singolare

#### Vittorie (5)
| Legenda               | Legenda      |
| --------------------- | ------------ |
| Grande Slam (0)       |              |
| Ori Olimpici (0)      |              |
| WTA Finals (0)        |              |
| WTA Elite Trophy (0)  |              |
| Dal 2009 al 2020      | Dal 2021     |
| Premier Mandatory (0) | WTA 1000 (0) |
| Premier 5 (0)         | WTA 1000 (0) |
| Premier (0)           | WTA 500 (1)  |
| International (1)     | WTA 250 (3)  |

| N. | Data              | Torneo                              | Superficie  | Avversaria in finale | Punteggio        |
| 1. | 12 gennaio 2020   | Shenzhen Open, Shenzhen             | Cemento     | Elena Rybakina       | 6–2, 6–4         |
| 2. | 12 giugno 2022    | Rosmalen Open, 's-Hertogenbosch     | Erba        | Aryna Sabalenka      | 7–5, 6–0         |
| 3. | 25 settembre 2022 | Korea Open, Seul                    | Cemento     | Jeļena Ostapenko     | 7–6(4), 6–0      |
| 4. | 18 giugno 2023    | Rosmalen Open, 's-Hertogenbosch (2) | Erba        | Veronika Kudermetova | 4–6, 6–4, 7–6(3) |
| 5. | 2 febbraio 2025   | Austria Ladies Linz, Linz           | Cemento (i) | Dajana Jastrems'ka   | 6-2, 3-6, 7-5    |

#### Sconfitte (4)
| Legenda               | Legenda      |
| --------------------- | ------------ |
| Grande Slam (0)       |              |
| Argenti Olimpici (0)  |              |
| WTA Finals (0)        |              |
| WTA Elite Trophy (0)  |              |
| Dal 2009 al 2020      | Dal 2021     |
| Premier Mandatory (0) | WTA 1000 (0) |
| Premier 5 (0)         | WTA 1000 (0) |
| Premier (0)           | WTA 500 (2)  |
| International (1)     | WTA 250 (1)  |

| N. | Data            | Torneo                        | Superficie  | Avversaria in finale | Punteggio     |
| 1. | 14 ottobre 2018 | Austria Ladies Linz, Linz     | Cemento (i) | Camila Giorgi        | 3–6, 1–6      |
| 2. | 24 ottobre 2021 | Kremlin Cup, Mosca            | Cemento (i) | Anett Kontaveit      | 6–4, 4–6, 5–7 |
| 3. | 26 agosto 2023  | Tennis in the Land, Cleveland | Cemento     | Sara Sorribes Tormo  | 6–3, 4–6, 4–6 |
| 4. | 4 febbraio 2024 | Austria Ladies Linz, Linz (2) | Cemento (i) | Jeļena Ostapenko     | 2–6, 3–6      |

### Doppio

#### Vittorie (1)
| Legenda               | Legenda      |
| --------------------- | ------------ |
| Grande Slam (0)       |              |
| Ori Olimpici (0)      |              |
| WTA Finals (0)        |              |
| WTA Elite Trophy (0)  |              |
| Dal 2009 al 2020      | Dal 2021     |
| Premier Mandatory (0) | WTA 1000 (0) |
| Premier 5 (0)         | WTA 1000 (0) |
| Premier (0)           | WTA 500 (0)  |
| International (1)     | WTA 250 (0)  |

| N. | Data             | Torneo                          | Superficie  | Compagna       | Avversarie in finale         | Punteggio        |
| 1. | 24 febbraio 2019 | Hungarian Ladies Open, Budapest | Cemento (i) | Vera Zvonarëva | Fanny Stollár Heather Watson | 6–4, 4–6, [10–7] |

#### Sconfitte (1)
| Legenda               | Legenda      |
| --------------------- | ------------ |
| Grande Slam (0)       |              |
| Ori Olimpici (0)      |              |
| WTA Finals (0)        |              |
| WTA Elite Trophy (0)  |              |
| Dal 2009 al 2020      | Dal 2021     |
| Premier Mandatory (0) | WTA 1000 (0) |
| Premier 5 (0)         | WTA 1000 (0) |
| Premier (0)           | WTA 500 (1)  |
| International (0)     | WTA 250 (0)  |

| N. | Data           | Torneo                    | Superficie      | Compagna    | Avversarie in finale              | Punteggio |
| 1. | 20 aprile 2025 | Stuttgart Open, Stoccarda | Terra rossa (i) | Zhang Shuai | Gabriela Dabrowski Erin Routliffe | 3-6, 3-6  |

## Circuito WTA 125

### Singolare

#### Vittorie (3)
| N. | Data             | Torneo                       | Superficie  | Avversaria in finale | Punteggio |
| 1. | 20 novembre 2016 | Open de Limoges, Limoges     | Cemento (i) | Caroline Garcia      | 6–4, 6–0  |
| 2. | 11 novembre 2018 | Open de Limoges, Limoges (2) | Cemento (i) | Evgenija Rodina      | 6–2, 6–2  |
| 3. | 22 dicembre 2019 | Open de Limoges, Limoges (3) | Cemento (i) | Aljaksandra Sasnovič | 6–1, 6–3  |

### Doppio

#### Sconfitte (1)
| N. | Data             | Torneo                   | Superficie  | Compagna           | Avversarie in finale                      | Punteggio   |
| 1. | 22 dicembre 2019 | Open de Limoges, Limoges | Cemento (i) | Oksana Kalašnikova | Georgina García Pérez Sara Sorribes Tormo | 2–6, 6(3)–7 |

## Statistiche ITF

### Singolare

#### Vittorie (7)
| Torneo $100.000 (0) |
| Torneo $80.000 (0)  |
| Torneo $60.000 (2)  |
| Torneo $50.000 (0)  |
| Torneo $25.000 (1)  |
| Torneo $15.000 (1)  |
| Torneo $10.000 (3)  |

| N. | Data              | Torneo                                          | Superficie    | Avversaria in finale | Punteggio        |
| 1. | 24 febbraio 2013  | ITF Women's Circuit Thurgau, Kreuzlingen        | Sintetico (i) | Timea Bacsinszky     | 6–4, 6–3         |
| 2. | 29 settembre 2013 | ITF Women's Circuit Prague, Praga               | Terra rossa   | Lenka Juríková       | 6–3, 3–6, 6–2    |
| 3. | 8 dicembre 2013   | Vitality Trophy, Vendryně                       | Cemento (i)   | Kateřina Vaňková     | 5–7, 7–6(0), 6–1 |
| 4. | 4 maggio 2014     | Wiesbaden Tennis Open, Wiesbaden                | Terra rossa   | Tamira Paszek        | 7–6(4), 4–6, 6–3 |
| 5. | 14 febbraio 2016  | ITF Women's Circuit Trnava, Trnava              | Cemento (i)   | Karolína Muchová     | 6–1, 6–3         |
| 6. | 19 marzo 2017     | Pingshan Open, Shenzhen                         | Cemento       | Aryna Sabalenka      | 6–2, 7–5         |
| 7. | 2 aprile 2017     | Open GDF Suez Seine-et-Marne, Croissy-Beaubourg | Cemento (i)   | Richèl Hogenkamp     | 6–2, 6(3)–7, 6–3 |

#### Sconfitte (8)
| Torneo $100.000 (1) |
| Torneo $80.000 (0)  |
| Torneo $60.000 ()   |
| Torneo $50.000 (1)  |
| Torneo $25.000 (2)  |
| Torneo $15.000 (3)  |
| Torneo $10.000 (1)  |

| N. | Data             | Torneo                                      | Superficie    | Avversaria in finale | Punteggio        |
| 1. | 27 gennaio 2013  | Segro International, Kaarst                 | Sintetico (i) | Julia Kimmelmann     | 3–6, 2–6         |
| 2. | 7 luglio 2013    | Zubr Cup, Přerov                            | Terra rossa   | Réka-Luca Jani       | 2–6, 6(4)–7      |
| 3. | 16 novembre 2014 | Pavlov Cup, Minsk                           | Cemento (i)   | Ana Vrljić           | 6–3, 4–6, 6(7)–7 |
| 4. | 21 giugno 2015   | Zubr Cup, Přerov                            | Terra rossa   | Markéta Vondroušová  | 1–6, 4–6         |
| 5. | 30 agosto 2015   | Braunschweig Women's Open, Braunschweig     | Terra rossa   | Jil Teichmann        | 3–6, 3–6         |
| 6. | 15 maggio 2016   | Gyor Open, Győr                             | Terra rossa   | Tamara Zidanšek      | 4–6, 4–6         |
| 7. | 17 luglio 2016   | ITS Cup, Olomouc                            | Terra rossa   | Elizaveta Kulichkova | 6–4, 2–6, 1–6    |
| 8. | 15 luglio 2018   | Hungarian Pro Circuit Ladies Open, Budapest | Terra rossa   | Viktória Kužmová     | 3–6, 6–4, 1–6    |

## Risultati in progressione
| Sigla | Risultato               |
| ----- | ----------------------- |
| V     | Vincitore               |
| F     | Finalista               |
| SF    | Semifinalista           |
| O     | Oro olimpico            |
| A     | Argento olimpico        |
| SF    | Bronzo olimpico         |
| QF    | Quarti di Finale        |
| 4T    | Quarto turno            |
| 3T    | Terzo turno             |
| 2T    | Secondo turno           |
| 1T    | Primo turno             |
| RR    | Round Robin             |
| LQ    | Turno di qualificazione |
| A     | Assente                 |
| ND    | Non disputato           |

| Legenda superfici    |
| -------------------- |
| Cemento              |
| Terra battuta        |
| Erba                 |
| Superficie variabile |

### Singolare nei tornei del Grande Slam
| Torneo             | 2016 | 2017 | 2018 | 2019 | 2020 | 2021 | 2022 | 2023 | Titoli | V-S   |
| ------------------ | ---- | ---- | ---- | ---- | ---- | ---- | ---- | ---- | ------ | ----- |
| Australian Open    | A    | 1T   | 2T   | 1T   | 3T   | 3T   | 1T   | 3T   | 0 / 7  | 7-7   |
| Open di Francia    | A    | 2T   | 1T   | 3T   | 3T   | 2T   | 2T   | 3T   | 0 / 7  | 9-7   |
| Wimbledon          | 2T   | 1T   | 1T   | 1T   | ND   | 2T   | A    | 4T   | 0 / 6  | 5-6   |
| US Open            | A    | 2T   | 1T   | 2T   | 2T   | 2T   | 2T   | 3T   | 0 / 7  | 7-7   |
| Vittorie/Sconfitte | 1-1  | 2-4  | 1-4  | 3-4  | 5-3  | 5-4  | 2-3  | 9-4  | 0 / 27 | 28-27 |

### Doppio nei tornei del Grande Slam
| Torneo             | 2018 | 2019 | 2020 | 2021 | 2022 | 2023 | Titoli | V-S  |
| ------------------ | ---- | ---- | ---- | ---- | ---- | ---- | ------ | ---- |
| Australian Open    | 2T   | A    | 1T   | 1T   | A    | 1T   | 0 / 4  | 1-4  |
| Open di Francia    | A    | 2T   | 2T   | 1T   | 1T   | 1T   | 0 / 5  | 2-5  |
| Wimbledon          | A    | 2T   | ND   | 1T   | A    | 2T   | 0 / 3  | 2-3  |
| US Open            | A    | 2T   | A    | 1T   | 1T   | 1T   | 0 / 4  | 1-4  |
| Vittorie/Sconfitte | 1-1  | 3-3  | 1-2  | 0-4  | 0-2  | 1-4  | 0 / 16 | 6-16 |

## Vittorie contro giocatrici Top 10
| Stagione | 2018 | 2019 | 2020 | 2021 | 2022 | 2023 | 2024 | 2025 | Totale |
| Vittorie | 1    | 1    | 0    | 5    | 2    | 2    | 3    | 5    | 19     |

| #    | Giocatrice          | Ranking | Evento                           | Superficie      | Turno | Punteggio        | Rank. EA |
| ---- | ------------------- | ------- | -------------------------------- | --------------- | ----- | ---------------- | -------- |
| 2018 |                     |         |                                  |                 |       |                  |          |
| 1.   | Jeļena Ostapenko    | 10      | Korea Open, Seul                 | Cemento         | 2T    | 6–3, 6–2         | 122      |
| 2019 |                     |         |                                  |                 |       |                  |          |
| 2.   | Simona Halep (1)    | 5       | China Open, Pechino              | Cemento         | 2T    | 6–2, 6–3         | 38       |
| 2021 |                     |         |                                  |                 |       |                  |          |
| 3.   | Simona Halep (2)    | 2       | Gippsland Trophy, Melbourne      | Cemento         | QF    | 6–2, 6–1         | 33       |
| 4.   | Elina Svitolina     | 6       | German Open, Berlino             | Erba            | 2T    | 6–4, 7–5         | 34       |
| 5.   | Ons Jabeur          | 8       | Kremlin Cup, Mosca               | Cemento (i)     | 1T    | 6–1, 1–0 rit.    | 37       |
| 6.   | Aryna Sabalenka (1) | 2       | Kremlin Cup, Mosca               | Cemento (i)     | QF    | 6–3, 6–4         | 37       |
| 7.   | Maria Sakkarī       | 7       | Kremlin Cup, Mosca               | Cemento (i)     | SF    | 4–1 rit.         | 37       |
| 2022 |                     |         |                                  |                 |       |                  |          |
| 8.   | Karolína Plíšková   | 7       | Charleston Open, Charleston      | Terra verde     | 3T    | 6–3, 6–1         | 54       |
| 9.   | Aryna Sabalenka (2) | 6       | Rosmalen Open, Rosmalen          | Erba            | F     | 7–5, 6–0         | 30       |
| 2023 |                     |         |                                  |                 |       |                  |          |
| 10.  | Belinda Bencic      | 9       | Miami Open, Miami Gardens        | Cemento         | 3T    | 7–6(8), 6–3      | 18       |
| 11.  | Coco Gauff          | 7       | German Open, Berlino             | Erba            | 2T    | 6–4, 6–0         | 22       |
| 2024 |                     |         |                                  |                 |       |                  |          |
| 12.  | Elena Rybakina      | 3       | Adelaide International, Adelaide | Cemento         | QF    | 6–3, 6–3         | 21       |
| 13.  | Iga Świątek         | 1       | Miami Open, Miami Gardens        | Cemento         | 4T    | 6–4, 6–2         | 16       |
| 14.  | Jessica Pegula (1)  | 5       | Miami Open, Miami Gardens        | Cemento         | QF    | 3–6, 6–4, 6–4    | 16       |
| 2025 |                     |         |                                  |                 |       |                  |          |
| 15.  | Aryna Sabalenka (3) | 1       | Qatar Ladies Open, Doha          | Cemento         | 2T    | 3-6, 6-3, 7-6(5) | 26       |
| 16.  | Jessica Pegula (2)  | 5       | Qatar Ladies Open, Doha          | Cemento         | QF    | 4–6, 6–1, 6–1    | 26       |
| 17.  | Zheng Qinwen        | 8       | Charleston Open, Charleston      | Terra verde     | QF    | 6–1, 6–4         | 26       |
| 18.  | Mirra Andreeva      | 7       | Stuttgart Open, Stoccarda        | Terra rossa (i) | 2T    | 6–3, 6–2         | 22       |
| 19.  | Jessica Pegula (3)  | 3       | Stuttgart Open, Stoccarda        | Terra rossa (i) | QF    | 6–0, 6–4         | 22       |